# کوکی کییوتاکه
کوکی کییوتاکه (انگلیسی: Koki Kiyotake؛ زادهٔ ۲۰ مارس ۱۹۹۱) بازیکن فوتبال اهل ژاپن است.
از باشگاه‌هایی که در آن بازی کرده‌است می‌توان به باشگاه فوتبال ساگان توسو اشاره کرد.